# Les Cerqueux-sous-Passavant
Ne doit pas être confondu avec Les Cerqueux.
Les Cerqueux-sous-Passavant est une ancienne commune française située dans le département de Maine-et-Loire, en région Pays de la Loire, devenue le 1er janvier 2016, une commune déléguée de la commune nouvelle de Lys-Haut-Layon.
Elle se situe dans le Vihiersois, à quelques kilomètres de la ville de Vihiers.

## Géographie

### Localisation
Commune angevine du sud Layon située dans les Mauges, ce territoire rural de l'ouest de la France se trouve à quelques kilomètres au sud-est de Vihiers. Son territoire est essentiellement rural.
Pays de bocage, le Vihiersois se situe dans un triangle entre Angers, Cholet et Saumur.

### Communes limitrophes
Les communes les plus proches sont Cléré-sur-Layon (4 km), Trémont (6 km), Passavant-sur-Layon (6 km), Vihiers (7 km), Saint-Paul-du-Bois (7 km), Genneton (7 km), Cernusson (8 km), Nueil-sur-Layon (8 km), Tancoigné (9 km) et La Fosse-de-Tigné (9 km).

### Géologie et relief
À quelques kilomètres au nord et à l'est du Vihiersois se trouve la vallée du Layon, qui marque la transition entre les Mauges et le Saumurois. Le sud de l'Anjou comporte à l'est des terrains secondaires et tertiaires (Saumurois) et à l'ouest des terrains primaires (Mauges). Dans ces derniers, on trouve un pays de bocage sur des terrains de schistes et de granites.
Les Cerqueux-sous-Passavant se situe sur l'unité paysagère du Plateau des Mauges.
L'altitude de la commune varie de 84 à 127 mètres, pour une altitude moyenne de 112 mètres. Son territoire s'étend sur plus de 23 km2 (2 324 hectares).

### Hydrographie
Affluent du Layon, le ruisseau du Pont-Moreau traverse le territoire de la commune.

### Climat
Son climat est tempéré, de type océanique. Le climat angevin est particulièrement doux, du fait de sa situation entre les influences océaniques et continentales. Généralement les hivers sont pluvieux, les gelées rares et les étés ensoleillés.

## Urbanisme
Morphologie urbaine : Le village s'inscrit dans un territoire essentiellement rural.
En 2013, on trouve 265 logements sur la commune des Cerqueux-sous-Passavant, dont 79 % sont des résidences principales, pour une moyenne sur le département de 90 %, et dont 73 % des ménages en sont propriétaires.

## Toponymie et héraldique

### Toponymie
Formes anciennes du nom : Sacrofagi, Sarcofagus en 1295, Les Cerrecueurs-soubz-Passavant, Les Cercueils-de-Passavant en 1793, Les Cerqueux puis Les Cerqueux-sous-Passavant en 1801,.
Les Cerqueux sont une déformation de sarcophagus (le tombeau des latins) qui vient du grec sarkophagos (pierre à chaux qui consumait les corps que l'on enfermaient à l'intérieur), sarcophage étant à l'origine de cercueil. Aux Cerqueux-sous-Passavant, l'église primitive fut construite à l'emplacement d'un ancien cimetière gallo-romain.
À noter que d'autres communes portent le nom « Les Cerqueux », telle Les Cerqueux qui se trouve dans les Mauges.
Nom des habitants (gentilé) : les Cerqueunais.

### Héraldique
| Blason de Cerqueux-sous-Passavant (Les) | Blason  | Écartelé : aux 1er et 4e d'or plain, aux 2e de gueules au moulin à vent d'or, au 3e de gueules à la gerbe de blé d'or ; à la cotice ondée d'azur brochant sur le tout. |
| Blason de Cerqueux-sous-Passavant (Les) | Détails | Le statut officiel du blason reste à déterminer. |

## Histoire

### Préhistoire
Des traces préhistoriques ont été trouvées sur le territoire de la commune des Cerqueux-sous-Passavant : deux haches en diorite de l'époque de la pierre polie, comme à Cléré-sur-Layon. Autre trace de la préhistoire, à quelques kilomètres, à Tancoigné, a été découvert un squelette du néolithique.

### Moyen Âge
Ce village a été très longtemps connu par les légendes autour des fées apportées par des colonies bretonnes entre le IIIe et le Ve siècle.
La paroisse existe au XIe siècle et relève du diocèse de Poitiers, pour dépendre en 1317 de celui de Maillezais transféré en 1648 à La Rochelle (doyenné de Vihiers). Le seigneur de la paroisse est le comte de Passavant ou celui de l'Erodière.

### Ancien Régime
Au XVIIIe siècle, Les Cerqueux-sous-Passavant dépend de l'élection de Montreuil-Bellay et du grenier à sel de Vihiers.
À la veille de la Révolution française, une partie du Vihiersois dépend de la sénéchaussée d'Angers (La Salle-de-Vihiers, Vihiers, Coron) et une autre de la sénéchaussée de Saumur (Tigné, Cernusson, Les Cerqueux-sous-Passavant, Saint-Paul-du-Bois, La Plaine).

### Époque contemporaine
À la réorganisation administrative qui suit la Révolution, la commune des Cerqueux-sous-Passavant est rattachée au canton de Nueil et au district de Vihiers, puis en 1800 au canton de Vihiers et à l'arrondissement de Saumur.
Comme dans le reste de la région, à la fin du XVIIIe siècle se déroule la guerre de Vendée, qui marquera de son empreinte la région.

En 1794 plusieurs colonnes infernales parcourent la région. En janvier la colonne du général Bonnaire arrive à Concourson qui est incendié. Elle se divise ensuite en deux demi-colonnes, la première passant par Les Cerqueux-sous-Passavant qui sera incendié et dont les habitants seront massacrés. La seconde passe par Cernusson, où le maire et environ 40 habitants seront fusillés, pour arriver à Montilliers où environ 30 femmes et enfants sont fusillés. Le lendemain la première demi-colonne passera par Saint-Hilaire-du-Bois et Coron, alors que la seconde passera par Le Voide.
En 1854, les limites de la commune sont augmentées de parcelles de Saint-Paul-du-Bois (loi du 29 juin 1854).
À la fin du XIXe siècle la ligne de chemin de fer du Petit Anjou est construite. Ouverte en 1896, la ligne Cholet-Saumur passait par Saint-Hilaire, Vihiers, Les Cerqueux-sous-Passavant, Cléré, Passavant et Nueil.
Pendant la Première Guerre mondiale, 32 habitants perdent la vie.
En 2015 un projet de regroupement voit le jour au sein de la communauté de communes du Vihiersois-Haut-Layon. Le 17 septembre 2015, le conseil municipal vote en faveur de la création d'une commune nouvelle au niveau de l'intercommunalité. N'ayant pas obtenu la totale adhésion des communes de l'intercommunalité, les conseils municipaux des Cerqueux-sous-Passavant, La Fosse-de-Tigné, Nueil-sur-Layon, Tigné, Trémont et Vihiers valident à nouveau en septembre le projet d'une commune nouvelle baptisée Lys-Haut-Layon, dont la création est officialisée par arrêté préfectoral du 5 octobre 2015, abrogé et remplacé par celui du 21 décembre.

## Politique et administration

### Administration municipale

#### Administration actuelle
Depuis le 1er janvier 2016 Les Cerqueux-sous-Passavant constitue une commune déléguée au sein de la commune nouvelle de Lys-Haut-Layon et dispose d'un maire délégué.
| Période                                  | Période  | Identité      | Étiquette | Qualité |
| ---------------------------------------- | -------- | ------------- | --------- | ------- |
| janvier 2016                             | en cours | Didier Bodin, |           |         |
| Les données manquantes sont à compléter. |          |               |           |         |

#### Administration ancienne
La commune est créée à la Révolution (Les Cerqueux puis Les Cerqueux-sous-Passavant). Municipalité en 1790. Le conseil municipal est composé de 11 élus.
| Période                                  | Période       | Identité                 | Étiquette | Qualité                        |
| ---------------------------------------- | ------------- | ------------------------ | --------- | ------------------------------ |
| 1800                                     |               | R.-J. Jannet             |           | Curé                           |
| 1808                                     |               | Marie-Antoine Gaudicheau |           |                                |
| 1809                                     |               | François Girardeau       |           |                                |
| 1813                                     |               | M.-A. Gaudicheau         |           |                                |
| 1826                                     |               | René Choloux             |           |                                |
| 1830                                     |               | F. Girardeau             |           |                                |
| 1834                                     |               | René-Frédéric Bressé     |           |                                |
| 1847                                     |               | Cathelineau              |           |                                |
| 1848                                     |               | Armand Gaudicheau        |           |                                |
| 1852                                     |               | Michel Levoy             |           |                                |
| 1858                                     |               | Armand Gaudicheau        |           |                                |
| 1870                                     |               | René Maurille            |           |                                |
| 1884                                     |               | François Pineau          |           |                                |
| 1896                                     |               | Pierre Choloux           |           |                                |
| 1929                                     |               | Victor Vaslin            |           |                                |
| 1935                                     |               | Jean Defois              |           |                                |
| mai 1945                                 |               | Camille Choloux          |           |                                |
| mars 1989                                | 2008          | Raymond Janneteau        |           | Menuisier-charpentier retraité |
| mars 2008                                | décembre 2015 | Didier Bodin             |           | Ouvrier                        |
| Les données manquantes sont à compléter. |               |                          |           |                                |

### Ancienne situation administrative

#### Intercommunalité
Jusqu'en 2015 la commune est membre de la communauté de communes Vihiersois-Haut-Layon, qui regroupe douze communes, dont Cléré-sur-Layon, Trémont et Passavant-sur-Layon. Cette structure intercommunale est un établissement public de coopération intercommunale (EPCI) ayant pour vocation de réunir les moyens de plusieurs communes, notamment dans le domaine du tourisme. L'intercommunalité est elle-même membre du syndicat mixte Pays de Loire en Layon, structure administrative d'aménagement du territoire (loi LOADDT).
La communauté de communes du Vihiersois-Haut-Layon disparaît à la création de la commune nouvelle de Lys-Haut-Layon.

#### Autres circonscriptions
Jusqu'en 2014, la commune fait partie du canton de Vihiers et de l'arrondissement de Saumur. Le canton de Vihiers compte alors dix-sept communes. C'est l'un des quarante-et-un cantons que compte le département ; circonscriptions électorales servant à l'élection des conseillers généraux, membres du conseil général du département. Dans le cadre de la réforme territoriale, un nouveau découpage territorial pour le département de Maine-et-Loire est défini par le décret du 26 février 2014. Le canton de Vihiers disparaît et la commune est rattachée au canton de Cholet-2, avec une entrée en vigueur au renouvellement des assemblées départementales de 2015.
Les Cerqueux-sous-Passavant est alors dans la quatrième circonscription de Maine-et-Loire, composée de six cantons dont Vihiers et Montreuil-Bellay.

## Population et société

### Démographie

#### Évolution démographique
L'évolution du nombre d'habitants est connue à travers les recensements de la population effectués dans la commune depuis 1793. À partir du 1er janvier 2009, les populations légales des communes sont publiées annuellement dans le cadre d'un recensement qui repose désormais sur une collecte d'information annuelle, concernant successivement tous les territoires communaux au cours d'une période de cinq ans. 
Pour les communes de moins de 10 000 habitants, une enquête de recensement portant sur toute la population est réalisée tous les cinq ans, les populations légales des années intermédiaires étant quant à elles estimées par interpolation ou extrapolation. Pour la commune, le premier recensement exhaustif entrant dans le cadre du nouveau dispositif a été réalisé en 2006,.
En 2013, la commune comptait 520 habitants, en évolution de +7,88 % par rapport à 2008 (Maine-et-Loire : +3,3 %, France hors Mayotte : +2,49 %).
| 1793 | 1800 | 1806 | 1821 | 1831 | 1836 | 1841 | 1846 | 1851 |
| ---- | ---- | ---- | ---- | ---- | ---- | ---- | ---- | ---- |
| 300  | 158  | 238  | 290  | 296  | 304  | 301  | 313  | 344  |

| 1856 | 1861 | 1866 | 1872 | 1876 | 1881 | 1886 | 1891 | 1896 |
| ---- | ---- | ---- | ---- | ---- | ---- | ---- | ---- | ---- |
| 561  | 705  | 704  | 712  | 726  | 696  | 678  | 691  | 802  |

| 1901 | 1906 | 1911 | 1921 | 1926 | 1931 | 1936 | 1946 | 1954 |
| ---- | ---- | ---- | ---- | ---- | ---- | ---- | ---- | ---- |
| 799  | 773  | 769  | 725  | 710  | 729  | 723  | 729  | 736  |

| 1962 | 1968 | 1975 | 1982 | 1990 | 1999 | 2006 | 2011 | 2013 |
| ---- | ---- | ---- | ---- | ---- | ---- | ---- | ---- | ---- |
| 677  | 619  | 529  | 506  | 477  | 445  | 478  | 504  | 520  |

#### Pyramide des âges
La population de la commune est relativement âgée. Le taux de personnes d'un âge supérieur à 60 ans (24,1 %) est en effet supérieur au taux national (21,6 %) et au taux départemental (21 %). Contrairement aux répartitions nationale et départementale, la population masculine de la commune est supérieure à la population féminine (51 % contre 48,4 % au niveau national et 48,6 % au niveau départemental).
| Hommes | Classe d’âge | Femmes |
| ------ | ------------ | ------ |
| 0,4    | 90 ans ou +  | 0,4    |
| 9,0    | 75 à 89 ans  | 12,0   |
| 13,5   | 60 à 74 ans  | 12,8   |
| 18,9   | 45 à 59 ans  | 16,2   |
| 20,1   | 30 à 44 ans  | 19,2   |
| 16,0   | 15 à 29 ans  | 16,2   |
| 22,1   | 0 à 14 ans   | 23,1   |

| Hommes | Classe d’âge | Femmes |
| ------ | ------------ | ------ |
| 0,4    | 90 ans ou +  | 1,2    |
| 6,3    | 75 à 89 ans  | 9,2    |
| 11,8   | 60 à 74 ans  | 13,0   |
| 19,9   | 45 à 59 ans  | 19,4   |
| 20,6   | 30 à 44 ans  | 19,5   |
| 20,3   | 15 à 29 ans  | 19,1   |
| 20,6   | 0 à 14 ans   | 18,6   |

### Vie locale
Les services publics présents sur la commune de Cléré-sur-Layon sont la mairie et une école maternelle et primaire. Les autres services publics se trouvent à Vihiers, ainsi que les structures sociales (ADMR du Vihiersois…) et culturelles (école de musique intercommunale…).
La plupart des structures de santé se situent également à Vihiers, tel l'hôpital local ou le centre de secours.
Le ramassage des déchets est géré par le Syndicat mixte intercommunal pour le traitement des ordures ménagères et des déchets, le Smitom du Sud Saumurois, qui se trouve à Doué-la-Fontaine.
Un plan d'eau permet la pêche et les pique-niques. L'office du tourisme est situé à Vihiers.

## Économie

### Tissu économique
Commune principalement agricole, sur les 45 établissements présents sur la commune fin 2008, 64 % relèvent du secteur de l'agriculture. Deux ans plus tard, en 2010, sur 43 établissements présents sur la commune, 58 % relèvent du secteur de l'agriculture (pour une moyenne de 17 % sur le département), aucun du secteur de l'industrie, 5 % du secteur de la construction, 28 % de celui du commerce et des services et 9 % du secteur de l'administration et de la santé.
Sur 41 établissements présents sur la commune à fin 2014, 44 % relèvent du secteur de l'agriculture (pour une moyenne de 11 % sur le département), 5 % du secteur de l'industrie, 7 % du secteur de la construction, 34 % de celui du commerce et des services et 10 % du secteur de l'administration et de la santé.

### Agriculture
Liste des appellations présentes sur le territoire :
- IGP Agneau du Poitou-Charentes, IGP Bœuf du Maine, AOC AOP Maine-Anjou, IGP Volailles de Cholet, IGP Volailles d'Ancenis,
- IGP Brioche vendéenne, AOC AOP Beurre Charentes-Poitou, AOC AOP Beurre des Charentes, AOC AOP Beurre des Deux-Sèvres,
- AOC AOP Anjou blanc, AOC AOP Anjou gamay, AOC AOP Anjou gamay nouveau ou primeur, AOC AOP Anjou mousseux blanc, AOC AOP Anjou mousseux rosé, AOC AOP Anjou rouge, AOC AOP Cabernet d'Anjou, AOC AOP Cabernet d'Anjou nouveau ou primeur, AOC AOP Crémant de Loire blanc, AOC AOP Crémant de Loire rosé, IGP Maine-et-Loire blanc, IGP Maine-et-Loire rosé, IGP Maine-et-Loire rouge, AOC AOP Rosé d'Anjou, AOC AOP Rosé d'Anjou nouveau ou primeur, AOC AOP Rosé de Loire, AOC AOP Saumur mousseux blanc, AOC AOP Saumur mousseux rosé, IGP Val de Loire blanc, IGP Val de Loire rosé, IGP Val de Loire rouge.

## Culture locale et patrimoine

### Lieux et monuments
Bien que l'on ne trouve pas sur la commune des Cerqueux-sous-Passavant de bâtiments inscrits Monuments historiques, plusieurs figurent à l'Inventaire général :
- Château fort Brétignolle, des XVe, XVIIe et XIXe siècles ;
- Église paroissiale Saint-Martin-de-Vertou, des XIIe, XVIIIe et XIXe siècles, bâtie au XIIe sous Guillaume II de passavant et mentionnée église paroissiale au XVIe siècle ;
- Plusieurs fermes des XVe, XVIIe, XVIIIe et XIXe siècles ;
- Plusieurs maisons des XVIIIe et XIXe siècles ;
- Moulin à blé, 48 rue de l'École, moulin à vent tour remanié au XIXe siècle ;
- Moulin, 19 rue de l'École, moulin à vent tour du XIXe siècle ;
- Manoir le Vivier, des XVIIe, XVIIIe et XIXe siècles, avec vestiges du XVIe siècle.

### Personnalités liées à la commune
- Ted Seth Jacobs (peintre américain), maison-musée sur la commune[14],[48].

## Pour approfondir